# لیک بالبوآ (لس آنجلس)
لیک بالبوآ (انگلیسی: Lake Balboa, Los Angeles) یک محله است در دره سن فرناندو کالیفرنیا. این منطقه قبلاً بخشی از ون نایز، لس آنجلس بود.